# Prime (film)
Prime is een film uit 2005 uit de Verenigde Staten. In de film spelen Uma Thurman, Meryl Streep en Bryan Greenberg de hoofdrollen.
Het is een romantische komedie, geregisseerd door Ben Younger.

## Verhaal
Rafi (Uma Thurman), 37 jaar, is een pas gescheiden vrouw uit Manhattan. David (Bryan Greenberg), 23 jaar, is een getalenteerde Joodse schilder uit de Upper West Side. Hij wordt verliefd op haar. Rafi deelt al haar geheimen met haar therapeute Lisa (Meryl Streep). Wat ze echter niet weet, is dat Lisa de moeder van David is.
Het verhaal brengt de moeilijkheden van het huwelijk en het partnerschap ter sprake, terwijl je meekijkt naar de relatie van dit onwaarschijnlijke stel. Het behandelt de mogelijkheid dat liefde niet genoeg is om een relatie te laten werken en het wordt een palet van emotie en komedie.
Als moeder realiseert Lisa zich natuurlijk het ethische en morele dilemma waar ze mee moet omgaan. En ze benadert haar eigen therapeut voor raad. Samen besluiten ze dat Lisa mag doorgaan met de behandeling en dat ze doet wat het beste is voor haar patiënt, zolang het een kortstondige liefdesaffaire is en daar lijkt het wel op.
Maar na meerdere therapiesessies lijkt de relatie serieus te zijn en daarom moet Lisa aan Rafi vertellen dat ze de moeder is van haar nieuwe vriend. Maar Rafi en David beëindigen de relatie als Rafi David in haar appartement vindt, bier drinkend en onverzorgd. Een paar weken later gaat David uit met zijn vriend in de stad, hij wordt dronken en slaapt met Sue, Rafi’s vriendin van werk.
Diezelfde dag proberen David en Rafi een nieuwe start in hun relatie nadat ze elkaar toevallig tegenkwamen in de supermarkt en naar Davids huis gaan. Sue bespreekt de situatie met een werkmakker en realiseert zich dat David en Rafi weer samen zijn net als Rafi binnenkomt en het hoort.
David en Rafi hebben grote ruzie. Ze proberen de relatie te redden door Rafi 'officieel' voor te stellen aan Davids ouders. Maar uiteindelijk worden ze het niet eens over kinderen en verantwoordelijkheden en maken het weer uit.
Een jaar later loopt David een restaurant uit met een vriend, bedenkt iets later dat hij zijn pet is vergeten en gaat terug. Daar ziet hij Rafi in het restaurant waar ze hun eerste date hadden. Zij ziet hem niet en hij verstopt zich. Hij kijkt naar haar, maar dan ziet ze hem ook. Ze lachen naar elkaar en daarna gaan ze ieder hun eigen weg.

## Achtergrond
De rol van Rafi zou eerst gespeeld worden door Sandra Bullock. Sandra Bullock voltooide repetities met de regisseur en Bryan Greenberg, maar trok zich vlak voor het filmen begon terug, omdat zij belangrijke manuscriptveranderingen wilde en de regisseur daar niet bereid toe was. Haar rol is overgenomen door Uma Thurman.
De reis van Bryan Greenberg naar New York voor de opnames is gedocumenteerd in de Amerikaanse televisieserie Unscripted.
De film heeft als brutowinst over de hele wereld $67.937.494.

### Titelverklaring
Prime is het Engelse woord voor priemgetal. De titel zou kunnen slaan op de leeftijd van de twee hoofdrolspelers: 23 en 37. Dit zijn namelijk beide priemgetallen. De titel kan ook verwijzen naar een gesprek tussen Rafi en Lisa. Lisa zegt dan dat Rafi in haar ‘prime’ is, haar seksuele hoogtepunt.